# Wilmersdorfer Waldfriedhof Stahnsdorf

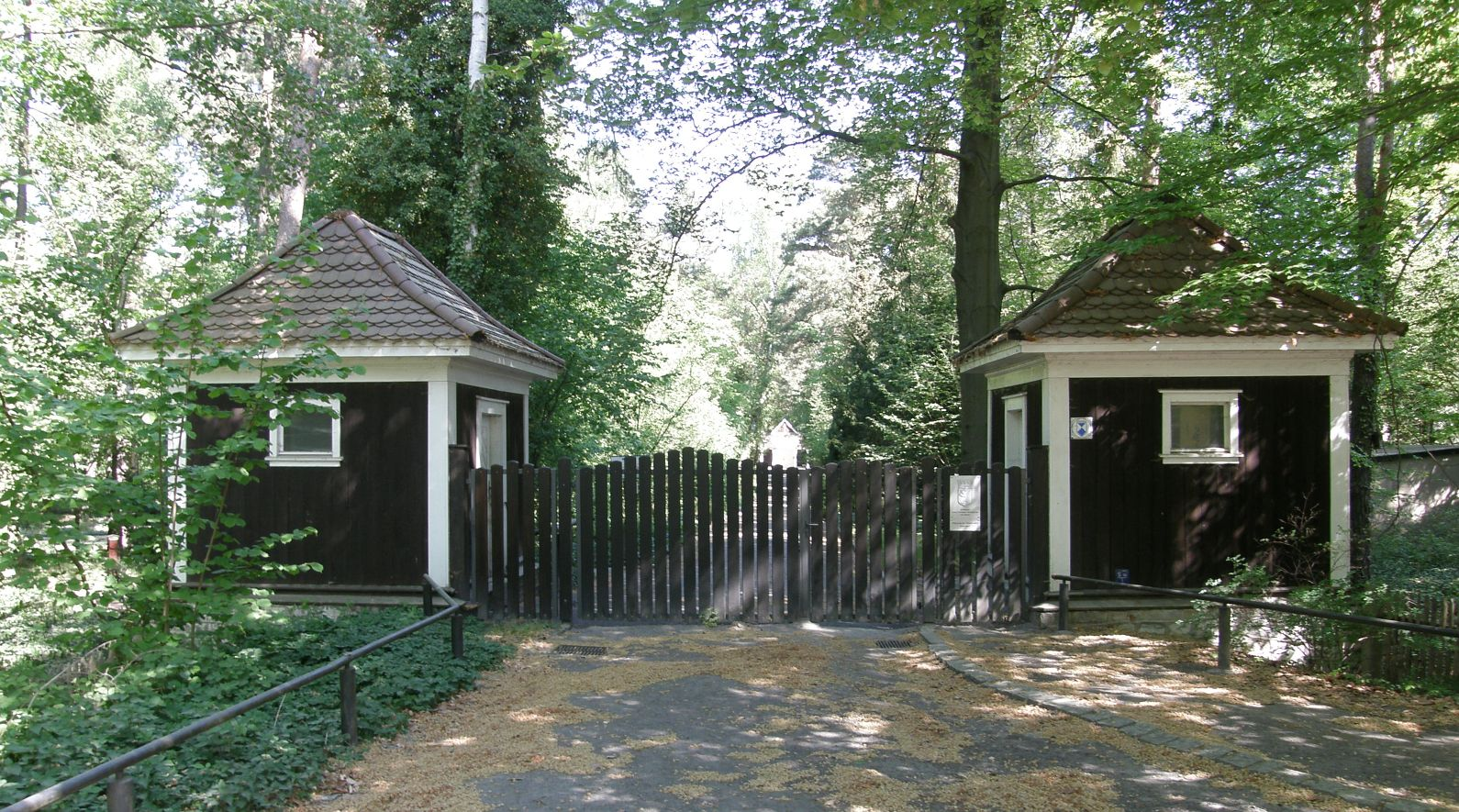
Eingang zum Friedhof

Der Wilmersdorfer Waldfriedhof Stahnsdorf befindet sich in der Gemeinde Stahnsdorf im Land Brandenburg, ist jedoch ein landeseigener Friedhof des Landes Berlin, der vom Bezirksamt Charlottenburg-Wilmersdorf verwaltet wird. Die Größe des seit 1921 genutzten Friedhofs beträgt 28,1 Hektar. Der Friedhof ist ein eingetragenes Denkmal des Landes Brandenburg. Der Eingang befindet sich am Ende der Bahnhofstraße. Der Friedhof ist nicht identisch mit dem nahegelegenen Wilmersdorfer Waldfriedhof Güterfelde.

## Geschichte

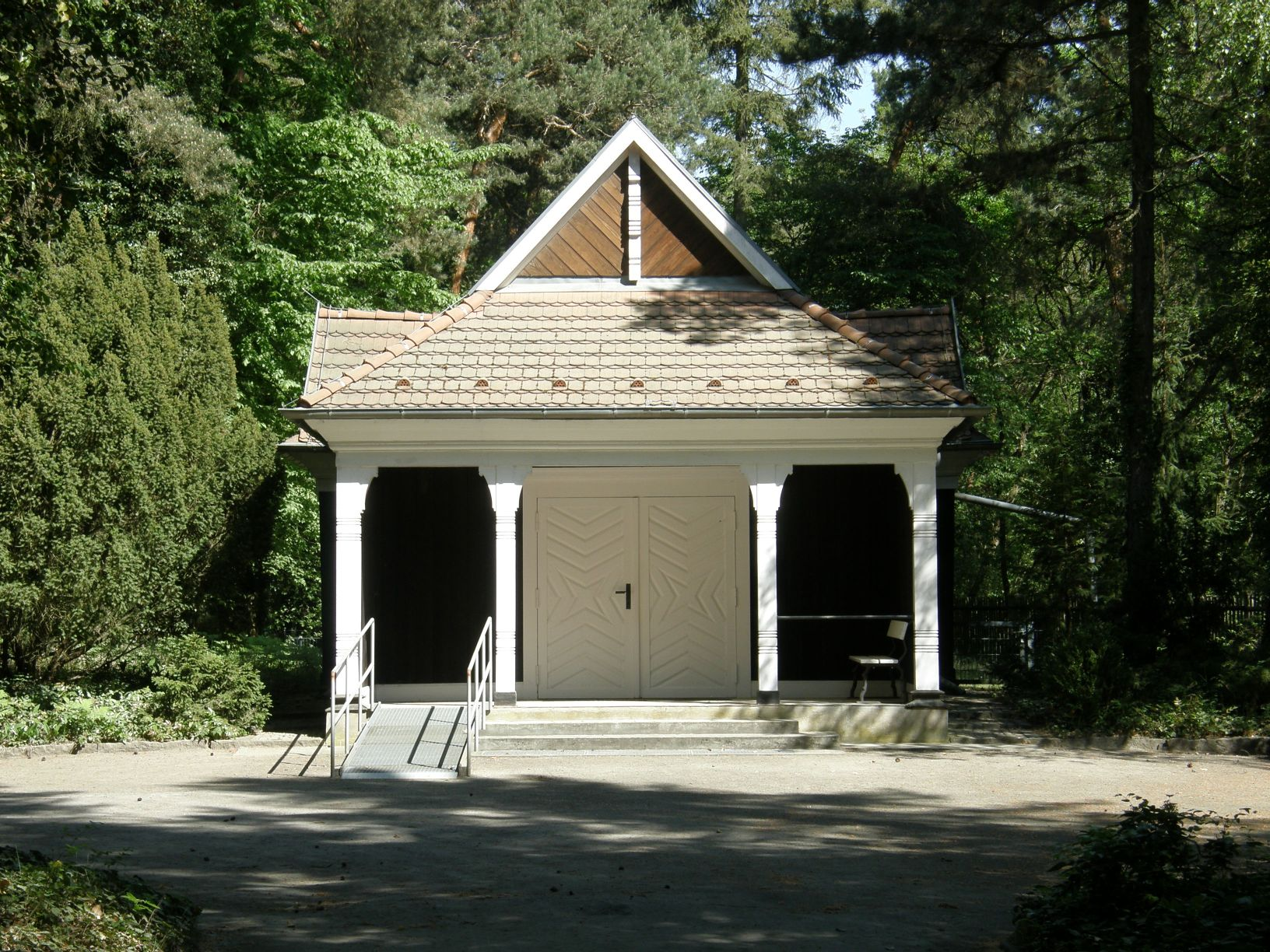
Friedhofskapelle

Bereits vor dem Ersten Weltkrieg erwarb die damals selbstständige Gemeinde Wilmersdorf eine Fläche unmittelbar nördlich vom Südwestkirchhof Stahnsdorf, um dort einen Friedhof anzulegen. Ausschlaggebend war der Platzmangel auf den innerstädtischen Friedhöfen und die gute Erreichbarkeit durch die seit 1913 verkehrende Friedhofsbahn, die auch die Überführung von Leichen ermöglichte. Noch vor der Bildung von Groß-Berlin im Jahre 1920 schrieb Wilmersdorf einen beschränkten Wettbewerb zur Gestaltung aus. Hierbei wurde folgende Vorgabe gemacht: „Die Anlage muss einfach und würdig sein, der Eindruck einer öffentlichen Parkanlage ist zu vermeiden. Auf sachgemäße Einteilung für die verschiedenen Grabstellenarten ist Bedacht zu nehmen und Hauptgewicht darauf zu legen, dass, um ein recht schnelles Zurechtfinden zu ermöglichen, die Wegeführung und Anlage klar, einfach und zweckmäßig gestaltet ist.“
Den Wettbewerb gewann der Charlottenburger Gartenarchitekt Erwin Barth, der den Friedhof in einem Rechteckschema gliederte. Es entstand eine Mischung aus einem Alleequartierfriedhof (Anlage der Wege) und einem Waldfriedhof (Bewuchs). Auch Barth selbst wurde nach seinem Tode auf dem Friedhof bestattet.
Für die Trauerfeiern wurde eine kleine hölzerne Friedhofskapelle errichtet. Die erste Beisetzung erfolgte am 15. September 1921.
Ab 1935 nahm die Zahl der Bestattungen zu, da ab dieser Zeit auf dem innerstädtischen Friedhof Wilmersdorf nur noch Feuerbestattungen zugelassen waren. 1939 begannen die Nationalsozialisten in der Vorbereitung für den Bau der „Welthauptstadt Germania“ mehrere Friedhöfe zu beräumen. Umbettungen von Friedhof Maxstraße erfolgten zu dieser Zeit in großer Zahl auf den Wilmersdorfer Waldfriedhof. Hierdurch befinden sich Grabstätten auf dem Friedhof, die älter als der Friedhof selbst sind.
Nach dem Mauerbau war der Friedhof vom in West-Berlin liegenden Wilmersdorf abgeschnitten. Die Verwaltung wurde trotzdem vom Bezirksamt des damaligen Bezirks Wilmersdorf durchgeführt – zu Bestattungen ist es jedoch kaum noch gekommen, auch da der Friedhof im Grenzgebiet lag. Vor der Trassenverlegung der heutigen Bundesautobahn 115 wurde vor 1969 die nordwestliche Ecke des Friedhofs aufgelassen. Ob Grabstätten eingeebnet wurden, ist nicht überliefert, aber unwahrscheinlich, da dort kaum Gräber zu sehen sind. Seit dem Fall der Mauer sind Bestattungen wieder uneingeschränkt möglich, finden jedoch aufgrund der schlechten Erreichbarkeit kaum statt.

## Beigesetzte Persönlichkeiten

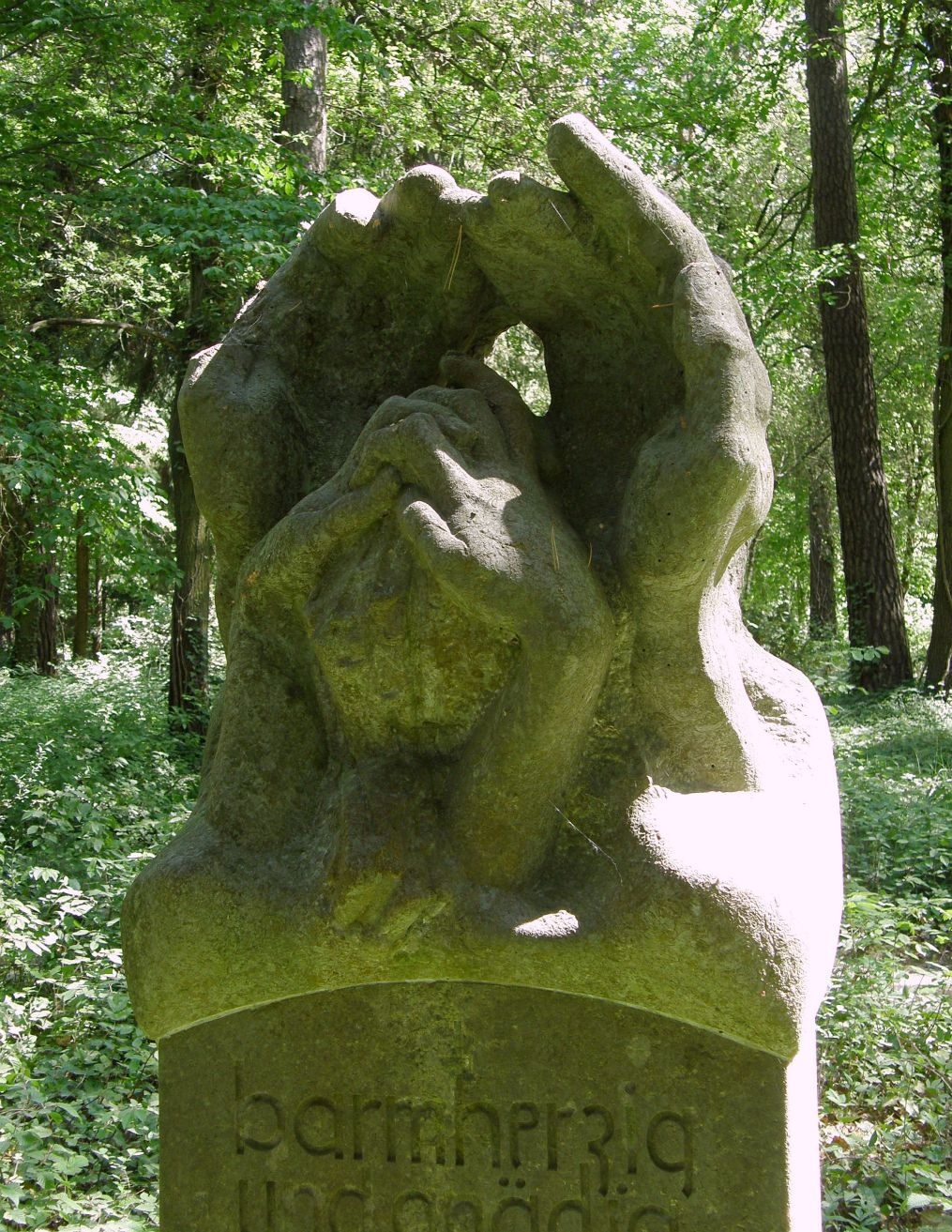
Grabskulptur aus dem Jahr 1930 von Walter Schulze-Mittendorff

(* = Ehrengrab des Landes Berlin)
| Bild | Name                                                                                    |
| ---- | --------------------------------------------------------------------------------------- |
|      | Hans Baluschek* (1870–1935), Maler und Grafiker                                         |
|      | Erwin Barth* (1880–1933), Gartenarchitekt                                               |
|      | Georg Benjamin (1895–1942), Mediziner, Widerstandskämpfer                               |
|      | Maximilian Bern (1849–1923), Schriftsteller                                             |
|      | Adelbert Düringer (1855–1924), Politiker                                                |
|      | Arthur Eloesser* (1870–1938), Schriftsteller und Kritiker                               |
|      | Adolf Heilborn (1873–1941), Arzt und Schriftsteller                                     |
|      | Ernst Heilmann* (1881–1940), Politiker und Jurist, Widerstandskämpfer                   |
|      | Magdalena Heilmann* (1894–1986), Sozialarbeiterin, Mitbegründerin der Arbeiterwohlfahrt |
|      | Willy Jaeckel* (1888–1944), Maler                                                       |
|      | Rudolf Kögel (1829–1896), Theologe                                                      |
|      | Hugo Lederer (1871–1940), Bildhauer                                                     |
|      | Paul Levi* (1883–1930), Politiker und Rechtsanwalt                                      |
|      | John Henry Mackay (1864–1933), Schriftsteller                                           |
|      | Leo Müffelmann (1881–1934), Freimaurer                                                  |
|      | Katja Meirowsky (1920–2012), Malerin, Kabarettistin                                     |
|      | Hans Otto* (1900–1933), Schauspieler, Widerstandskämpfer                                |
|      | Sophie Pagay (1857–1937), Schauspielerin                                                |
|      | Emil Nikolaus von Reznicek (1860–1945), Komponist und Dirigent                          |
|      | Rahel Sanzara (1894–1936), Schauspielerin und Schriftstellerin                          |
|      | Willi Schur (1888–1940), Schauspieler                                                   |
|      | Walter Simons (1861–1937), Politiker und Jurist                                         |
|      | Eberhard Wagemann (1918–2010), Brigadegeneral des Heeres der Bundeswehr                 |
|      | Julius Nicolaus Weisfert, Pseudonym Tintophonius (1873–1942), Journalist und Redakteur  |
|      | Olga Wohlbrück (1867–1933), Schriftstellerin und Regisseurin                            |
|      | Gustav H. Wolff (1886–1934), Bildhauer                                                  |